# Viola (football)
Pour les articles homonymes, voir Viola et Paulo Sérgio.
 (août 2024).
Paulo Sérgio Rosa, dit Viola, né le 1er janvier 1969 à São Paulo, est un footballeur brésilien évoluant au poste d'attaquant.

## Biographie
Il a notamment remporté la coupe du monde en 1994 aux États-Unis avec la sélection brésilienne. Au cours de cette coupe du monde, il aura participé à la finale en remplaçant Zinho à la 106e minute pendant les prolongations.
Il est connu aussi pour des faits anti-sportifs, joueur de tempérament, en 1998 il fut au centre de deux affaires, tout d'abord pour avoir refusé de quitter le terrain alors qu'il était exclu et décida de poursuivre l'arbitre en courant avant d'être maîtrisé par trois policiers, ensuite au cours d'un match de championnat qui fut retardé de vingt minutes après qu'il eut agressé un journaliste sportif.

## Palmarès

### En sélection nationale
- Champion du monde en 1994

### En club
- Champion de l'État de São Paulo en 1988 et 1995 avec les Corinthians
- Vainqueur de la Coupe du Brésil en 1995 avec les Corinthians
- Vainqueur de la Coupe CONMEBOL en 1998 avec Santos
- Champion du Brésil en 2000 avec le Vasco da Gama
- Vainqueur de la Copa Mercosur en 2000 avec le Vasco da Gama